# 全血
全血為標準捐血流程後所取得的人類血液，通常用於治療大量出血、換血療法與自體輸血上。一單位的全血可提升受血者之血红蛋白濃度約10 g/L。在輸全血前會進行交叉試驗，並以靜脈注射的方式注入受血者體內。
接受全血可能會有的副作用包括过敏（例如過敏性休克）、溶血反應、高鉀血症、感染、體液過載與輸血相關急性肺損傷。全血的成份包含紅血球、白血球、血小板與血漿。全血最好在採集後一天內使用，而其最長保存時間約三週。全血採集時會混入抗凝劑與防腐劑來延長保存時間。
第一起有記錄的全血輸血發生於1818年，然而直到第一次世界大戰與第二次世界大戰後，全血輸血才被廣泛使用。全血為基礎醫療系統需求中最安全有效之藥物之一，因此亦列於世界衛生組織基本藥物標準清單之內。在美國，1980年代時的全血，一單位約 50 美金。如今，在開發中國家與軍隊外的場所，全血不再廣泛地直接使用。全血大多用來加工成其他血液製品：如紅血球濃厚液、血小板濃厚液、冷凍沉澱品與新鮮冷凍血漿。

## 外部連結
- Circular of Information for Blood Products（页面存档备份，存于） from U.S.  [[Food and Drug Administration (FDA)